# قرين العادي (حبيل جبر)

تعديل مصدري - تعديل

قرين العادي هي إحدى قرى عزلة حبيل جبر بمديرية حبيل جبر التابعة لمحافظة لحج، بلغ تعداد سكانها 67 نسمة حسب تعداد اليمن لعام 2004.